# New Again! Again and Again!
「New Again! Again and Again!」（ニューアゲイン! アゲインアンドアゲイン!）は、フジテレビ系列にて放送されていた『VS魂』のテーマソング。

## 背景とリリース
2021年10月21日放送の『VS魂』内にて主題歌の制作が相葉雅紀から発表された。
テレビ初披露は『2021 FNS歌謡祭』第1夜。
東京ドームに2年ぶりの大集合！ジャニーズカウントダウン2021→2022内でも披露された。

## メディアでの使用
New Again! Again and Again!
VS魂テーマソング